# 1665 в Україні

## Події
Козацьку державу на Правобережжі очолює Петро Дорошенко, на Лівобережжі — Іван Брюховецький. На півдні України існує Запорозька Січ. Існують Кримське ханство, Ногайська орда.
- Правобережне повстання 1664–1665
- У лютому кошовим отаманом Січі обрано Левка Шкуру замість дуже промосковського Івана Щербини.
- 21 жовтня лівобережний гетьман Іван Брюховецький, котрий у вересні прибув з великим почтом до Москви, підписав так звані Московські статті.
- Через обурення козаків московським гарнізоном у Кодаку, Левка Шкуру змістили. Кошовим отаманом Запорозького війська став Іван Курило.
- Наприкінці року Курила змістили, й булаву кошового отамана знову отримав Левко Шкура.
- Гетьман Правобережної України Павло Тетеря зазнав поразки під Брацлавом від Василя Дрозда й утік до Польщі.
- Тимчасовим гетьманом обрано Петра Дорошенка.
- Облога Ставищ (1664) та битва під Ставищами (1665)

## Особи

### Народились
- Стефан Потоцький (референдар) (1665—1730) — польський шляхтич, військовик, урядник та державний діяч Речі Посполитої, меценат.

### Померли
- 16 лютого Стефан Чарнецький (1599—1665) — один із польських полководців 17 століття. Згаданий у національному гімні Польщі «Єще Польска нє зґінела», відомий жорстокими розправами над повсталими українцями.
- Стефан-Адам Мазепа (? — 1665) — шляхтич, урядник Речі Посполитої, діяч Козацької держави Богдана Хмельницького.
- Степан Опара (? — 1665) — сотник Медведівської сотні Чигиринського полку, гетьман Правобережної України (1665).
- Петро Парфеній (? — 1665) — перший унійний єпископ Мукачева (1651—1665), один з монахів-василіян, хто долучився до Ужгородської унії.
- Сербин Іван Юрійович (? — 1665) — сербський шляхтич з Нового Пазару, родич сербського митрополита Гавриїла, полковник брацлавський (1657—1658, 1663—1665).

## Засновані, зведені
- Церква Святої Тройці (Долина)
- Добропілля (Валківський район)
- Карповичі
- Коломийчиха
- Коханівка (Ананьївський район)
- Лісники (Києво-Святошинський район)
- Олишівка
- Попружна
- Пришивальня
- Станіславчик (Ставищенський район)
- Старий Мерчик
- Ямпіль (Лиманська міська громада)